# Pietro Pertichi

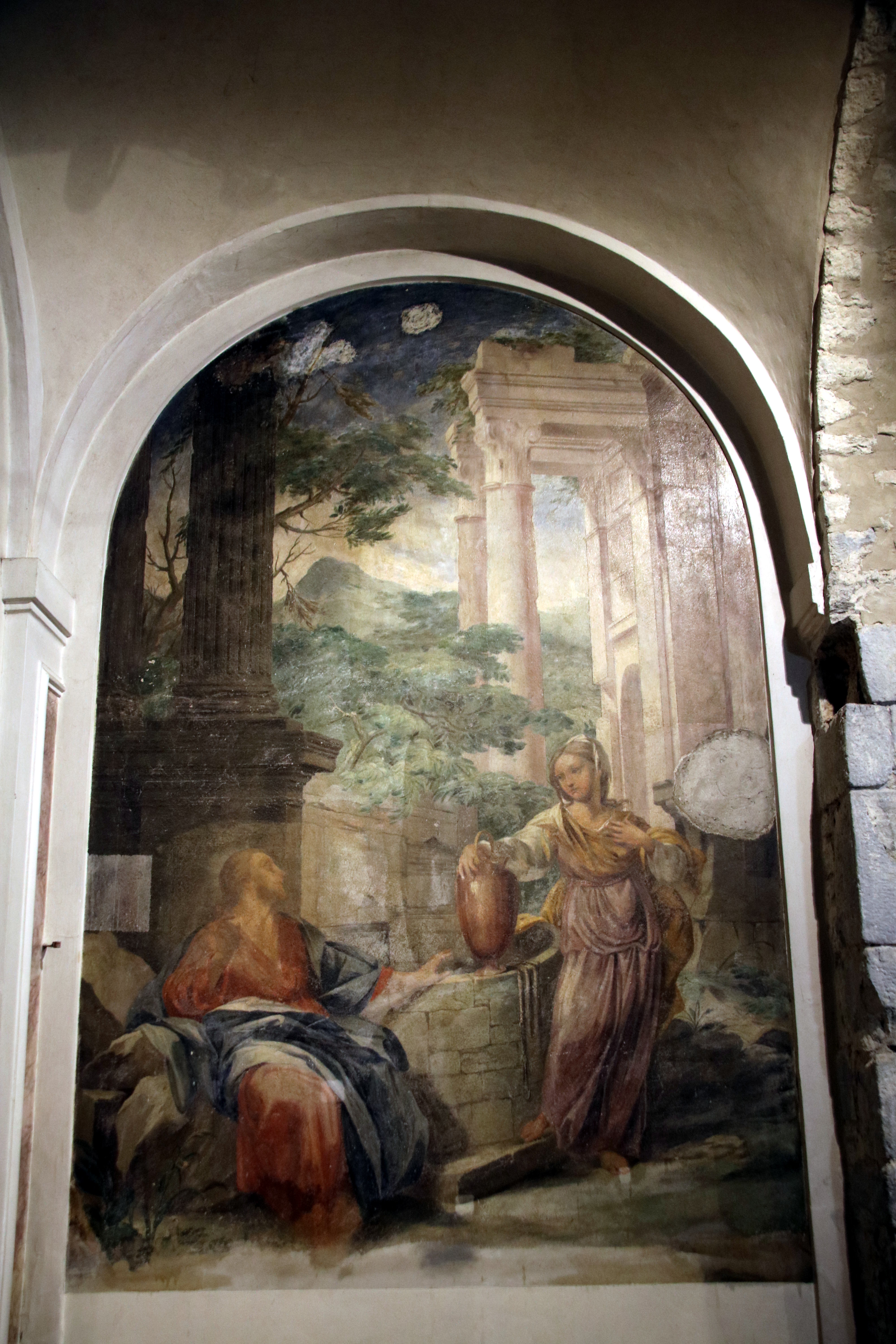
Gesù e la Samaritana al pozzo, pieve di Giogoli

Pietro Pertichi (Firenze, 1675 circa – Firenze, 8 maggio 1756) è stato un pittore italiano.

## Biografia
Si formò come allievo di Alessandro Gherardini e poi di Niccolò Nannetti e di Sebastiano Galeotti. Immatricolato all'Arte del Disegno fin dal 1706, lavorò soprattutto nel contado fiorentino, per chiese e ville, in opere ricordate dal suo biografo Marrini, ma per lo più oggi non identificabili.
Soggiornò anche a Roma, tornando stabilmente in Toscana dal 1737 ma, secondo il Gaburri, gli ultimi anni di vita abbandonò l'attività artistica.
Tra le opere sicuramente a lui riconducibili ci sono un Autoritratto nella collezione degli Uffizi, una tela con San Marco (1729) a Villa la Quiete, una Scena sacra nel santuario di Santa Maria dell'Impruneta, e un gruppo di affreschi nella chiesa di Sant'Alessandro a Giogoli, presso Scandicci.